# Вилкомирский, Кшиштоф
Кшиштоф Вилкомирский (пол. Krzysztof Wiłkomirski; род. 18 сентября 1980, Варшава) — польский дзюдоист, чемпион и призёр чемпионатов Польши, призёр чемпионатов Европы и мира, участник двух Олимпиад.

## Карьера
Выступал в лёгкой (до 73 кг) весовой категории. В 1998—2016 годах 11 раз становился чемпионом Польши и трижды — бронзовым призёром чемпионатов страны. Бронзовый призёр континентального чемпионата 2003 года. Бронзовый призёр чемпионата мира 2001 года.
На летней Олимпиаде 2004 года в Афинах Вилкомирский в первой схватке победил австралийского дзюдоиста Эндрю Коллета, но в следующей уступил бразильцу Леандру Гильейру и лишился возможности побороться за медали.
На следующей Олимпиаде в Пекине Вилкомирский сначала победил представителя Латвии Всеволода Зелёного, а затем проиграл монголу Гантумурийну Дашдава и не смог принять участие в дальнейшей борьбе.